# Thecla brillantina
Thecla brillantina är en fjärilsart som beskrevs av Otto Staudinger 1887. Thecla brillantina ingår i släktet Thecla och familjen juvelvingar. Inga underarter finns listade i Catalogue of Life.